# Claudio Calderón
Claudio Nicolás Calderón Ávila (5 de enero de 1986) es un exfutbolista chileno. Jugaba de defensa.

## Carrera
Claudio Calderón surgió en las divisiones inferiores de Unión Española. Posteriormente partió a préstamo a Ñublense, el 8 de marzo de 2006; con este club logró adjudicarse el campeonato de la Primera B y donde anotó un gol en esa temporada.
El 2007 retornó a su club de origen, de cara al Torneo de Apertura. Disputó 12 partidos, marcando cinco goles, cabeceando y con ambos pies . Estos cinco goles le permitieron emigrar a préstamo a la Primera División 'A' de México, donde no tuvo continuidad a raíz de algunas lesiones y discrepancias con el entrenador , por lo cual retornó nuevamente a Unión Española el 2008, dirigido por el entrenador argentino Marcelo Espina. Decisiones técnicas no le han permitido disputar muchos partidos en el Torneo de Apertura 2008. En el Torneo de Apertura 2009 jugó en Curicó Unido manteniendo regularidad y buen rendimiento. El primer semestre de 2013 jugó en Unión Temuco

## Clubes
| Club                  | País   | Año       |
| --------------------- | ------ | --------- |
| Ñublense              | Chile  | 2006      |
| Unión Española        | Chile  | 2007      |
| Raya2 Expansión       | México | 2007      |
| Unión Española        | Chile  | 2008      |
| Curicó Unido          | Chile  | 2009      |
| Cobresal              | Chile  | 2009      |
| San Marcos de Arica   | Chile  | 2010-2011 |
| Deportes Puerto Montt | Chile  | 2012      |
| Unión Temuco          | Chile  | 2013      |
| Deportes Temuco       | Chile  | 2013-2015 |
| Coquimbo Unido        | Chile  | 2015-2016 |